# ماكس رودلف
ماكس رودلف (بالألمانية: Max Rudolf)‏ (و. 1902 – 1995 م) هو موزع (موسيقى)، ومعلم موسيقى من ألمانيا، والولايات المتحدة، ولد في فرانكفورت، توفي في فيلادلفيا، عن عمر يناهز 93 عاماً.

## التعليم
تعلم في Hoch Conservatory ‏.

## وصلات خارجية
- ماكس رودلف على موقع IMDb (الإنجليزية)
- ماكس رودلف على موقع ميوزك برينز (الإنجليزية)
- ماكس رودلف على موقع إن إن دي بي (الإنجليزية)
- ماكس رودلف على موقع أول ميوزيك (الإنجليزية)
- ماكس رودلف على موقع ديسكوغز (الإنجليزية)

- ماكس رودلف في قاعدة بيانات الأفلام على الإنترنت